# Cristy Villaseñor
Cristina Villaseñor Fernández (Guadalajara, México; 17 de diciembre de 1982), más conocida como Cristy Villaseñor, es una cantautora (soprano) mexicana de música católica.

## Vida
Es la más joven de una familia numerosa, tiene 3 hermanas y 4 hermanos. Profundizó en la oración gracias a la convivencia que ha tenido durante varios años con la fraternidad Verbum Dei. Estudió canto en la  Universidad de Guadalajara bajo la tutela especial de Paulino Saharrea y Enrique Suárez, con quienes aprendió a manejar su voz, soprano lírico ligera. Posteriormente perfeccionó su estilo con el maestro Enrique Suárez en Guadalajara Jalisco. 
A los 8 años de edad participó en una pastorela en la Parroquia de Santiago apóstol en Zapopan Jalisco, dicho papel incluía el canto de una canción de cuna para el niño Jesús, esta experiencia la marcó profundamente y la motivó a soñar con cantar para Jesús.
Desde los 11 años de edad participó activamente en coros juveniles, como Quo Vadis, Psallite Psapienter, Sí Sostenido y Amanecer con Cristo (coro) de Ntra. Señora del pueblito, en Zapopan. También formó parte del coro católico de la Universidad del valle de Atemajac del maestro Engelberto. 
Ha tenido presentaciones en lugares como el Café ágora (Café católico de la arquidiócesis de Guadalajara), en el "coro de las mil voces" (Congreso Eucarístico Internacional en Guadalajara), en radio María, radio Vital, la DK y la XEW. Ha participado en diversas ocasiones en eventos organizados por el P. Dueñas, director de Radio María. 
Ha dado conciertos en diferentes ciudades de México.
Tiene una larga experiencia en canto sacro adquirida en coros juveniles y misas formales. Actualmente Cristy Villaseñor presenta su material semanalmente en el canal de televisión Mariavisión a nivel nacional los sábados, en el programa "Vidas ilustres".

## Discografía

### Sólo Él
Producción ejecutiva: Coco Hurtado. Grabación, mezcla y masterización de Gerardo Carrillo. Música de Cristy Villaseñor, Hermana Glenda, Martín Valverde y Zeny Orduña. México 2005.
1. Solo Él
2. Si conocieras el don de Dios
3. No estaba sola
4. Ven, Señor Jesús
5. No temas
6. En el desierto
7. Cara a cara
8. Llama de amor
9. Tú me has seducido
10. No mires la cruz
11. Hágase en mí
12. El diario de María. ( ver video )Video semblanza
13. Ave María

### Completame
1. Complétame
2. Sólo Dios
3. Señor Aquí Estoy
4. Dios Te Eligió (Hagan Lo Que Él Les Diga)
5. Dios Delante de Ti
6. Cristo Vive en Mí
7. Tú el Buen Pastor
8. Sólo a Ti
9. Un Poquito Como Tú
10. Temblando de Amor
11. Dulce Sentir
12. Magnificat
13. Completame (Pop)

Actualmente cuenta con otros tres discos más de estudio.